# Menfi Chardonnay
Il Menfi Chardonnay è un vino DOC istituito con decreto dell'1/09/97 pubblicato sulla gazzetta ufficiale del 12/09/97 n 213.
Abbraccia vini prodotti nei comuni di Menfi, Sciacca, Sambuca di Sicilia in provincia di Agrigento e Castelvetrano in provincia di Trapani.

## Vitigni con cui è consentito produrlo
- Chardonnay minimo 85%
- Altri vitigni a bacca bianca, non aromatici, raccomandati e/o autorizzati per le province di Trapano e di Agrigento, da soli o congiuntamente, fino ad un massimo del 15%.

## Caratteristiche organolettiche
- colore: giallo paglierino con riflessi dorati;
- profumo: caratteristico varietale;
- sapore: secco, morbido, fruttato, armonico;

## Produzione
Provincia, stagione, volume in ettolitri